# Sissy
Sissy（シシー）は、日本の男性4人組ポップ・ミュージックバンド。2011年6月1日にメジャー・デビュー。レコード会社はフォーライフミュージックエンタテイメント。

## メンバー
松田栄作（まつだ えいさく）
- 1985年2月14日生。血液型はAB型。
- ボーカル、アコースティック・ギター担当。ライブでは司会進行役も務める。
- 静岡県出身。
- 学校法人イーエスピー学園の傘下である｢専門学校ESP ミュージカルアカデミー｣のミュージシャン科ヴォーカルコース卒業。

原理史（はら さとし）
- 1984年1月1日生。血液型はB型。
- ギター担当。グループのリーダーを務める。
- 東京都出身。
- 大の猫好きで、「とらのすけ」という猫を飼っている。
- AJISAIの元メンバー

示村俊人（しめむら としひと）
- 1984年1月26日生。血液型はO型。
- ベース担当。ライブでは主にボケ担当。
- 神奈川県出身。
- 以前、小学校で教師をしていたことがある。[1]

佐藤公彦（さとう きみひこ）
- 1983年6月28日生。血液型はB型。
- ドラム担当。
- 静岡県出身。
- スピッツに憧れてドラムを独学で始める[1]。

## 経歴
- 2008年
  - 11月 - ボーカルの松田栄作を中心に結成。
- 2009年
  - 4月 - 渋谷にてSissy初企画のスリーマンライブ実行、170人動員。インディーズ1stシングル「新しい季節」発売。その後2ヶ月かけて300枚を完売。
  - 7月 - 「music.jp debut」より楽曲「ヒトリヨガリ」着うた配信開始。月間視聴ランキング1位、月間アーティストランキング1位獲得[2]。
  - 9月 - ディスクガレージ主催「MUSIC PARTY オーディションライブ」準グランプリ受賞[2]。グランプリは該当無しだったため実質1位。大塚にてSissy企画vol.2スリーマンライブ開催。チケット完売。
  - 11月 - 東京・大塚Deepaにて初ワンマンライブ。
- 2010年
  - 8月 - MUSIC ON! TV「ASAHI SUPER DRY THE LIVE」 オーディションライブWEB投票1位[2]。
- 2011年
  - 1月 - bayfmにて、レギュラー番組「Hello!Sissy」スタート。
  - 6月 - 「Ready Go!」（アニメ「爆丸バトルブローラーズ ガンダリアンインベーダーズ」オープニングテーマ）でメジャー・デビュー[3]。
  - 12月 - 3rdシングル「ストロベリー」MVに岩尾望出演。岩尾は本作が初主演及びMV初出演[4]。
- 2012年
  - 2月 - 3枚のシングル発売を経て1stアルバム「ULTRA POP!!」を発売。
- 2013年
  - 8月 - 2nd Album『POPART』を発売。全国ワンマンライブツアーSissy 2nd Album『POPART』Release Tour 2013を敢行。
- 2014年
  - 4月 - 渋谷公会堂ワンマンライブ。更に全国ツアー「POWER OF TOUR 2014」開催。
- 2015年
  - 2月 - 3rd Album『廻ルシティ』をリリース。
    - 全国ワンマンライブ・ツアー"3rd Album『廻ルシティ』Release Tour 2015"を敢行。アルバムジャケットのデザインは歌川広重作の浮世絵「東海道五十三次」をモチーフにしており、実際に東海道五十三次の宿場町があった場所を廻り、物々交換をしながら53箇所で路上ライブを行う。

  - 4月 - 2度目となる渋谷公会堂ワンマンライブ。
  - 8月 - 結成初ワンマンライブを行った大塚Deepaにてワンマンライブを完売で開催。同日NEW SINGLE「君と道」リリース。
  - 9月 - vo.松田とdr.佐藤の故郷、静岡Sunashにてワンマンライブを完売で開催。
  - 10月 - NEW SINGLE「約束 / 罰×罪」リリース。
  - 12月 - 渋谷公会堂以来となるホールワンマンライブ「Sissy music line special クリスマスナイト」を東京グローブ座にて開催。

- 2016年
  - 2月 - NEW SINGLE「各駅停車の未来 / Something New」リリース。
  - 4月 - Sissy oneman live 2016「Sissyの日」Shibuya O-WEST公演敢行。4th album『novel^』リリース。
  - 5月 - プロデューサーとして常田真太郎を迎えたSissy8か月連続シングル第一弾「ボクらの確率論」をリリース。
  - 6月 - Mt.RAINIER HALL SHIBUYA PLEASURE PLEASUREワンマンライブ敢行、同日8か月連続シングルリリース第二弾「re:times」リリース。
  - 7月 - 親交の深いボーカリストを招き、Sissyがバックバンドを務めるイベント「ししフェスvol.1」を敢行。同日8か月連続シングルリリース第三弾「SR★JG」リリース。

## ディスコグラフィ

### インディーズ
|     | リリース日    | タイトル       | 規格   | 販売生産番号 | 備考 |
| 1st | 2009年4月12日 | 新しい季節     | 12cmCD | -            | 完売 |
| 2nd | 2009年9月12日 | Passion!!      | 12cmCD | -            | 完売 |
| 3rd | 2010年2月6日  | 約束           | 12cmCD | -            | 完売 |
| 4th | 2010年4月4日  | Hello / サクラ | 12cmCD | -            | 完売 |

### シングル
|     | リリース日     | タイトル     | 規格   | 販売生産番号 | 備考 |
| 1st | 2011年06月01日 | Ready GO!    | 12cmCD | FLCF-4370    | テレビ東京系アニメ「爆丸バトルブローラーズ ガンダリアンインベーダーズ」OPテーマ                                        |
| 2nd | 2011年09月07日 | Passion!!    | 12cmCD | FLCF-4400    | TBS系「王様のブランチ」10 - 11月期エンディングテーマ                                                                   |
| 3rd | 2011年12月07日 | ストロベリー | 12cmCD | FLCF-4407    | #1ストロベリー:TBS系 「イカさま☆タコさま」エンディングテーマ #2ドレミの魔法:TOKYO MX「フェス・岩尾」エンディングテーマ |

### アルバム
|     | リリース日     | タイトル    | 規格   | 販売生産番号        | 最高順位 |
| 1st | 2012年02月01日 | ULTRA POP!! | 12cmCD | FLCF-4414 FLCF-4415 | 41位     |
| 2nd | 2013年08月07日 | POPART      | 12cmCD | DQC-1119            | 266位    |
| 3rd | 2015年02月11日 | 廻ルシティ  | 12cmCD | R-1510278           |          |
| 4th | 2016年4月20日  | novel^      | 12cmCD | STR-013             |          |

## ミュージック・ビデオ
| 監督     | 曲名                                          |
| 板橋弘典 | 「ドレミの魔法（Live Ver.）」                 |
| 小山大雅 | 「光と影」                                    |
| 松本拓海 | 「Passion!!」                                 |
| 森義仁   | 「ストロベリー」(出演:原田夏希・岩尾望)       |
| 不明     | 「Ready Go!」「廻ルシティ」「各駅停車の未来」 |

## 主なライブ

### ワンマンライブ・主催イベント
- 2012年 - POP SMILE JUMP TOUR2012 「ULTRA POP!!」
- 2012年 - passion!!ツアー2012
- 2013年 - Sissy POP SMILE JUMP TOUR 2013 「ULTRA JUMP!!!」
- 2014年 - passion!!番外編～旅立ち～
- 2016年 - Passsion!! 特別編 ～Mr.Passion!! 生誕祭～
- 2016年 - ☆★Sissy 8th anniversary tour★☆　～みなさんのおかげです～

### 出演イベント
- 2010年08月22日 - 全力投球!! '10 夏
- 2010年08月28日 - SUPER DRY THE LIVE
- 2011年08月14日 - TREASURE05X 2011 ～wonderful show museum～
- 2011年10月16日 - MINAMI WHEEL 2011
- 2011年12月30日 - LIVE DI:GA JUDGEMENT 2011
- 2012年03月17日 - HAPPY JACK 2012
- 2012年03月18日 - MUSIC CUBE 12
- 2012年04月30日 - Niigata Rainbow ROCK Market 2012
- 2012年06月12日 - duo night vol.12
- 2012年06月23日 - ちょうふ音楽祭2012 LIVE PLUS+
- 2012年06月24日 - FES IWAO 2012 SPRING
- 2012年08月26日 - TREASURE05X 2012 ～glowing treasure 2nd day～
- 2012年08月26日 - DISK GARAGE MUSIC MONSTERS -2012 summer-
- 2012年10月05日 - INOUEISEKI VOL.14
- 2012年10月13日 - MINAMI WHEEL 2012
- 2012年12月10日 - "MUSIC PARTY"NEXT HERO "GO WEST"
- 2012年12月26日 - LIVE GOW!!
- 2012年12月30日 - LIVE DI:GA JUDGEMENT 2012
- 2013年01月27日 - palooza 4th. Anniversary "みなさんのおかげです"
- 2013年02月05日 - February Songs
- 2013年02月24日 - DISK GARAGE MUSIC MONSTERS -2013 winter-
- 2013年03月17日 - HAPPY JACK 2013
- 2013年04月05日 - Pop Point Vo.1
- 2013年06月28日 - 近藤晃央 1st TOUR ～ ui ui she ～
- 2013年09月21日 - FLASHPOINTS13
- 2013年12月30日 - LIVE DI:GA JUDGEMENT 2013
- 2014年03月25日 - THINK A SONG ASSOCIATION
- 2014年05月20日 - wacci と Sissy と Cure Rubbish
- 2014年05月20日 - Now and Future
- 2014年06月29日 - SissyとCure Rubbishとの2度目のスリーマンライブ
- 2014年07月12日 - Brand New VibeのTokyo LIVE Kingdom☆ ～ミスターPassion!! 王国到来の乱～
- 2015年01月19日 - DISK GARAGE presents Cheers to a great 2015!!
- 2015年05月10日 - 栄ミナミ音楽祭'15
- 2015年07月06日 - 音霊 OTODAMA SEA STUDIO 2015「Passion!! 常夏編 ～白昼夢～」
- 2015年09月10日 - 共鳴レンサ
- 2015年09月22日 - ZILCONIA presents コネコレロック～僕らを繋ぐ音～ 秋の夜長 柏PALOOZA編
- 2015年10月23日 - healing space Vol.4
- 2015年10月24日 - カツオコレクション Vol.4
- 2015年10月25日 - 京都学園大学 第47回 龍尾祭
- 2015年12月25日 - palooza presents Brand New Vibe ROAD TO Zepp Divercity Vol.3 "Zepp Divercity 直前壮行会!"
- 2016年03月07日 - 赤と嘘 NEW ALBUM 【衝動ノスタルジア】Release 記念 ! 対バンツアー ! THE 3MAN
- 2016年04月13日 - tPDrecords presents『Movement for new age』～Snap Action Release Tour Final～with LOCAL CONNECT～
- 2016年04月28日 - ココニカカル presents [THE SOUND AROUND LAND Vol.11 -5th Single リリースイベント- ]